# Горки Переславские
Го́рки (Горки Ленинские, Горки Переславские) — деревня в Переславском районе Ярославской области. Единственное место Ярославской области, где был Владимир Ильич Ленин.

## География
Деревня находится в южной части области, в зоне хвойно-широколиственных лесов, на левом берегу реки Шахи, при автодороге 78Н-0530, на расстоянии примерно 24 километров (по прямой) к юго-востоку от города Переславль-Залесский, административного центра района. Абсолютная высота — 165 метров над уровнем моря.

### Климат
Климат характеризуется как умеренно континентальный, с умеренно холодной зимой и относительно тёплым влажным летом. Среднегодовая температура воздуха — 3,5 °C. Средняя температура воздуха самого холодного месяца (января) — −13,3 °C (абсолютный минимум — −39,5 °C); самого тёплого месяца (июля) — 18 °C (абсолютный максимум — 37 °C). Безморозный период длится около 214 дней. Годовое количество атмосферных осадков составляет около 646 мм, из которых большая часть выпадает в тёплый период. Снежный покров держится в среднем в течение 151 дня.

### Часовой пояс
Горки, как и вся Ярославская область, находится в часовой зоне МСК (московское время). Смещение применяемого времени относительно UTC составляет +3:00.

## История
Прежде Горки были разнопоместной деревней. В 1853 году единственной владелицей её стала поручица Варвара Алексеевна Скиадан. Её наследники продали имение дворянам Виговским, а те в 1880 году продали его юрьевскому купцу Александру Алексеевичу Ганшину. Летом семья Ганшина жила здесь на даче в своей усадьбе.
В 1919—1920 годах при героических усилиях А. А. Ганшина были заготовлены столбы электрической сети. После многих поездок в столицу Ганшин привёз провода, динамо-машину, электролампочки, арматуру. Весной и в начале лета крестьяне устанавливали столбы и вели электропроводку в каждый дом.
18 июля 1920 года в Горках загорелся электрический свет.
С 1969 года в селе работает Музей-усадьба Ганшиных. Вслед за этим появилось новое село: два восьмиквартирных дома (Учительский переулок, № 7 и 8), здание школы-клуба. Вслед за ними выросли жилые дома, столовая и магазин, дом быта. Горки стали главной усадьбой совхоза имени В. И. Ленина.

## Население
| 1859 | 1905 | 1926 | 2007 | 2010 |
| ---- | ---- | ---- | ---- | ---- |
| 151  | ↗158 | ↗201 | ↗497 | ↘461 |

### Национальный состав
Согласно результатам переписи 2002 года, в национальной структуре населения русские составляли 99 % из 450 чел.

## Галерея

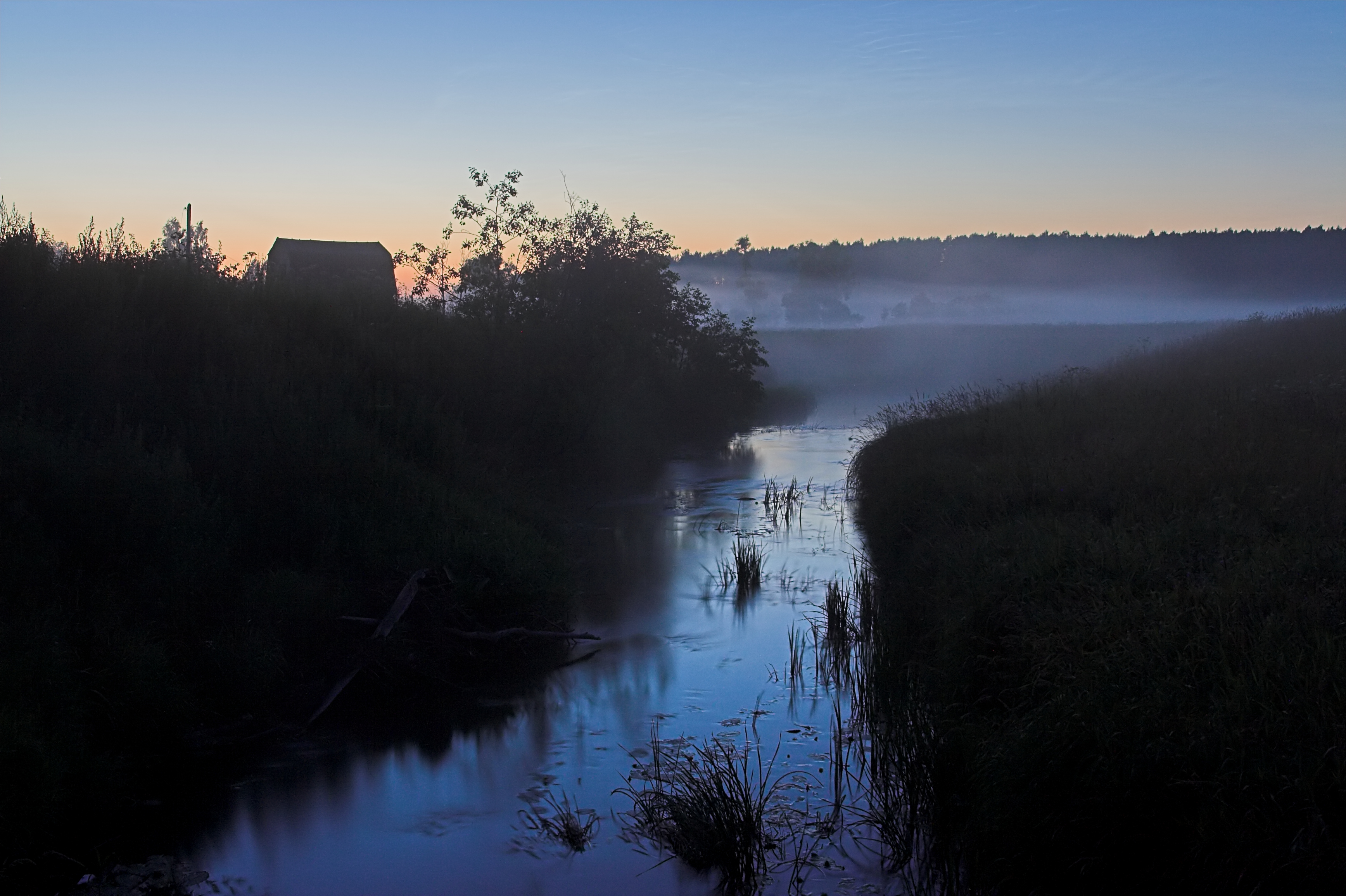
Река Шаха.
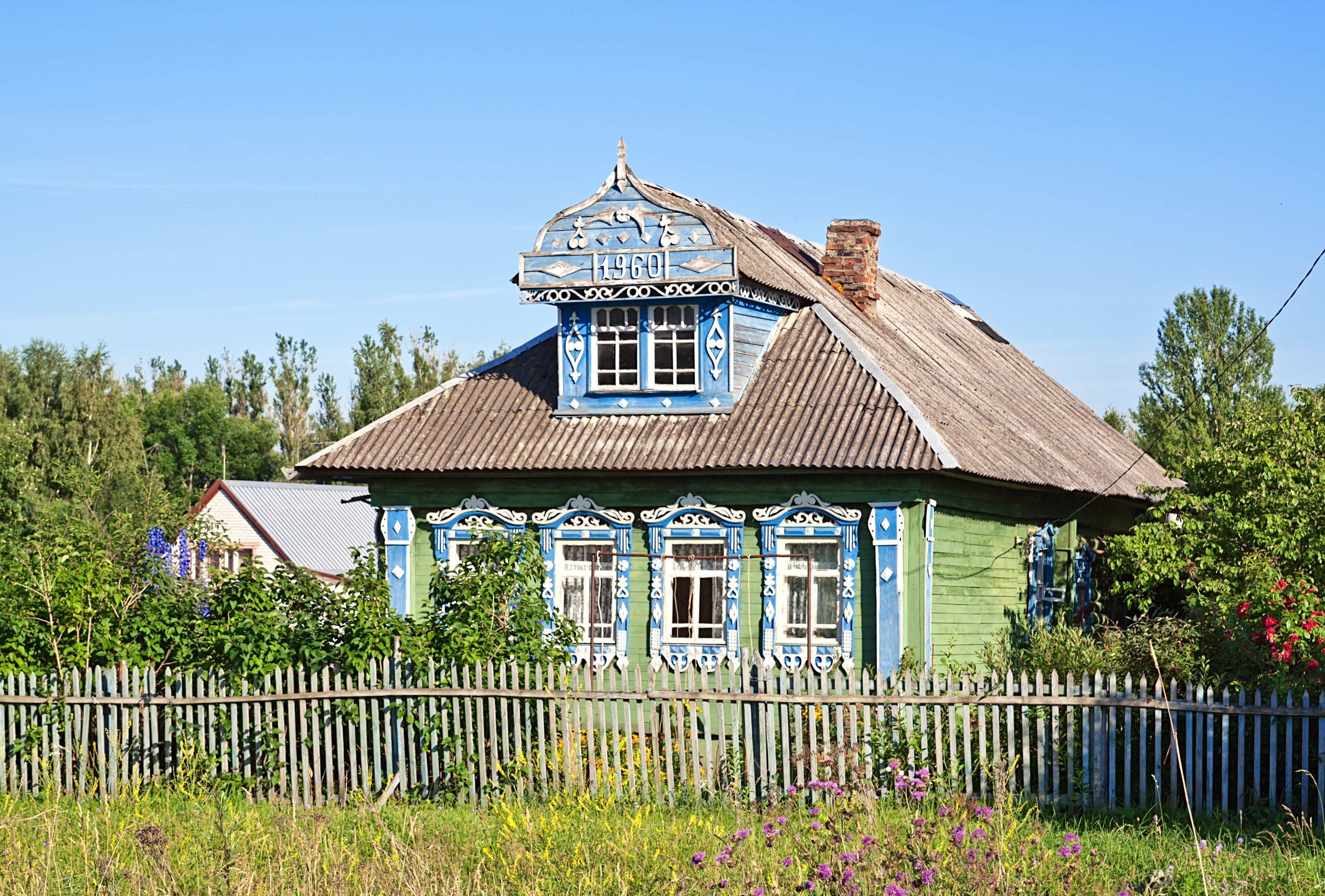
Деревенский дом.
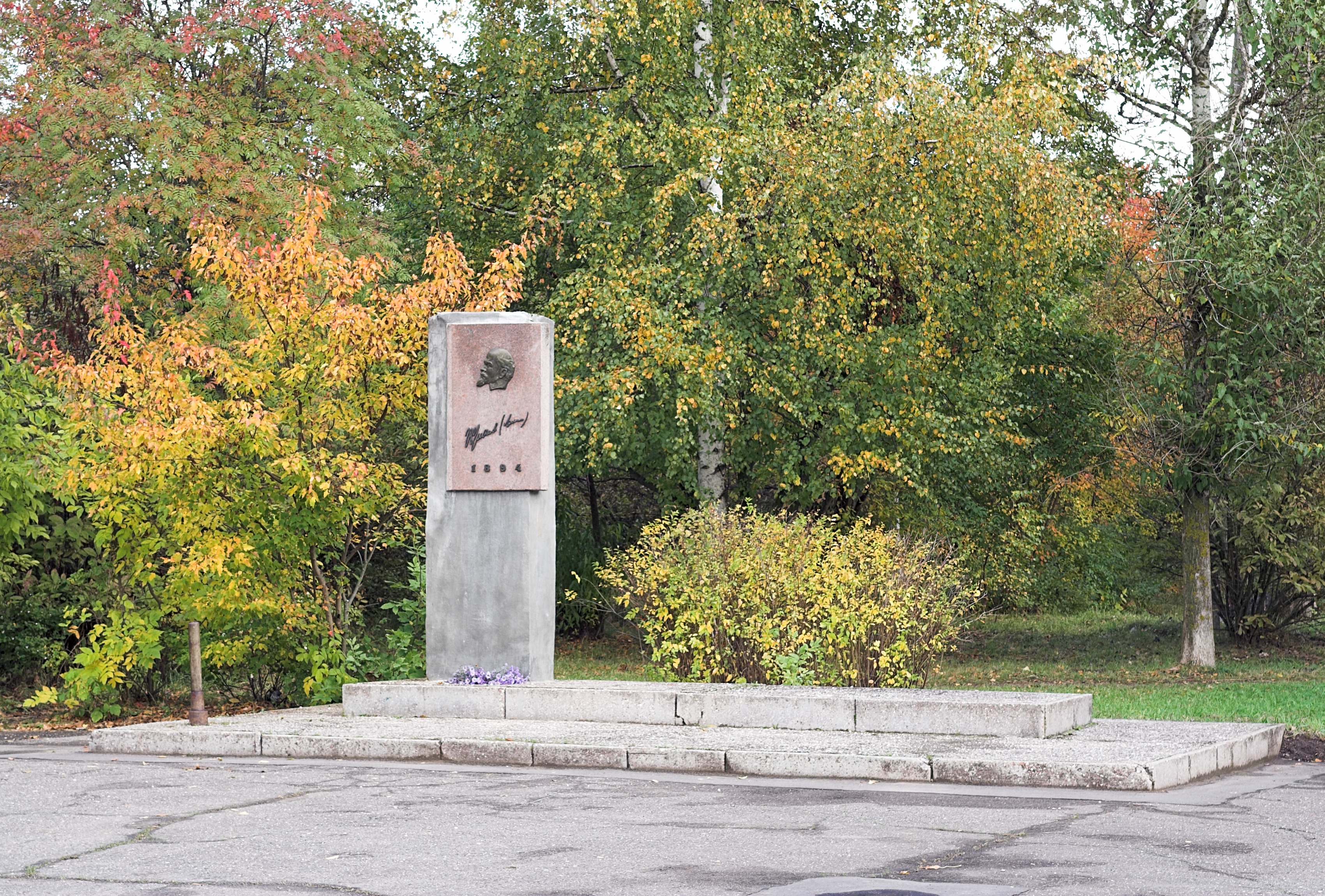
Памятник Ленину.